# スタディオン・ストジツェ
スタディオン・ストジツェ（スロベニア語 : Stadion Stožice、英語 : Stožice Stadium）は、スロベニア・リュブリャナにある多目的スタジアム。NKオリンピア・リュブリャナとサッカースロベニア代表がホームスタジアムとして使用している。リュブリャナの公共団体であるJavni zavod šport Ljubljanaが管理運営を行なっている。

## 概要
スタジアム名のストジツェ（Stožice）は、このスタジアムが建つ土地の名称から取られた。ストジツェ・スポーツ公園内の多目的スタジアムとして2009年に着工し、約14ヶ月の工期を経て2010年8月11日、サッカースロベニア代表とサッカーオーストリア代表の親善試合でこけら落しとなった。なお、試合はスロベニア代表が2-0でオーストリア代表を下した。
コンサートやサッカー以外のイベントを行う多目的スタジアムとして建設されたが、主にサッカーの試合で使用されることが多く、開場以来ほぼ全てのスロベニア代表の国際Aマッチが行われており、代表期間を除くと地元のサッカークラブであるNKオリンピア・リュブリャナがホームスタジアムとしてリーグ戦やカップ戦、UEFAの国際大会を戦っている。2021年3月から6月にかけてはハンガリーとの共催でUEFA U-21欧州選手権2021を行う会場の一つに選ばれた。同大会の決勝戦カードとなったドイツ代表とポルトガル代表の試合はこのスタジアムで行われた。
サッカー以外の目的で初めて行われたイベントは、国内のコメディアン2人が登場したトークショーであり、20,000人以上の観客を集めた。

## 開催された主なイベント

### サッカー
- UEFA U-21欧州選手権2021

| 日付          | ホームチーム | 結果 | アウェーチーム | ラウンド  |
| ------------- | ------------ | ---- | -------------- | --------- |
| 2021年3月28日 | ポルトガル   | 2-0  | イングランド   | グループD |
| 2021年3月31日 | スイス       | 0-3  | ポルトガル     | グループD |
| 2021年3月31日 | クロアチア   | 1-2  | イングランド   | グループD |
| 2021年5月31日 | ポルトガル   | 5-3  | イタリア       | ベスト8   |
| 2021年6月6日  | ドイツ       | 1-0  | ポルトガル     | 決勝      |

## ギャラリー

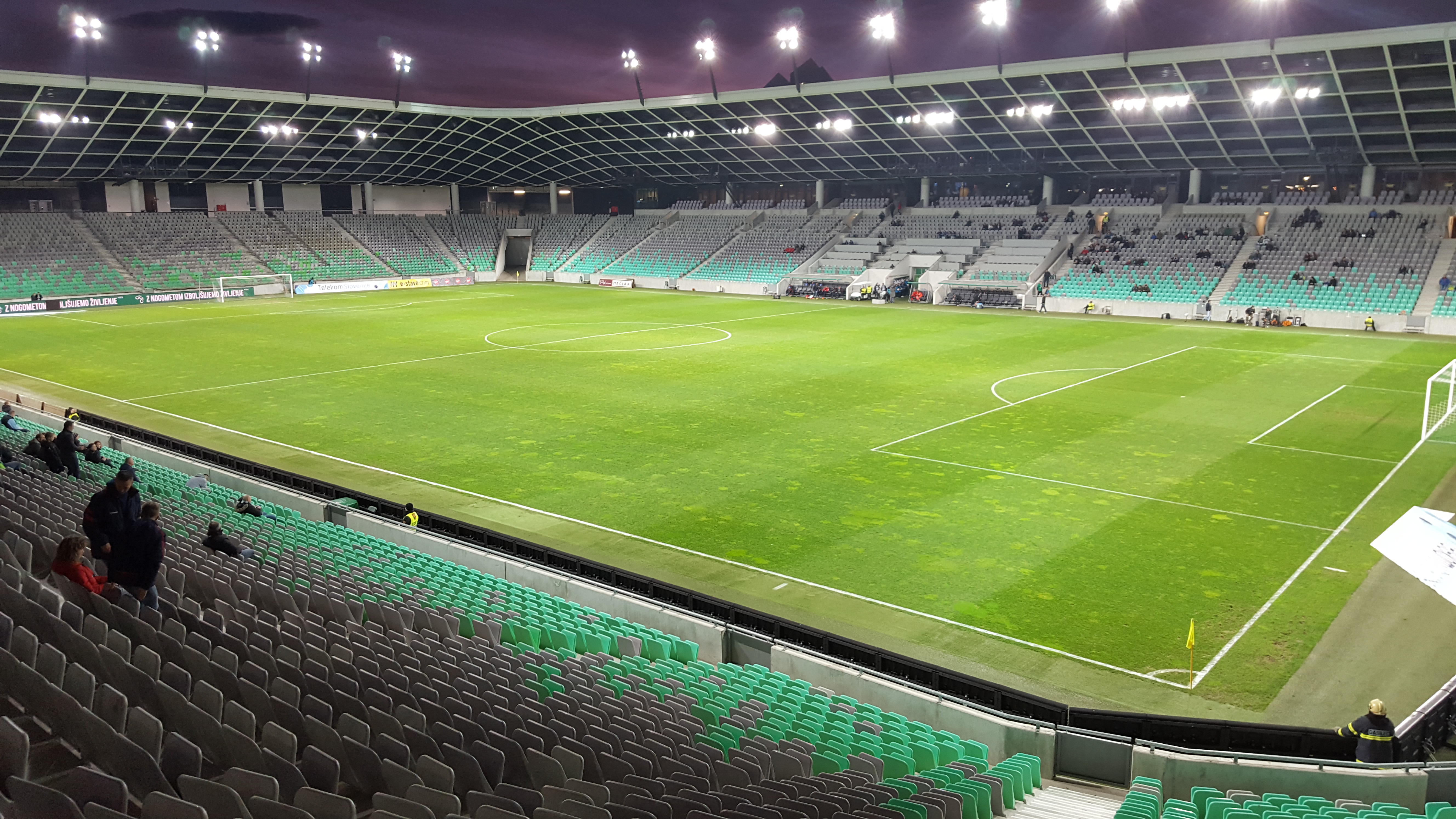
スタジアムの内観
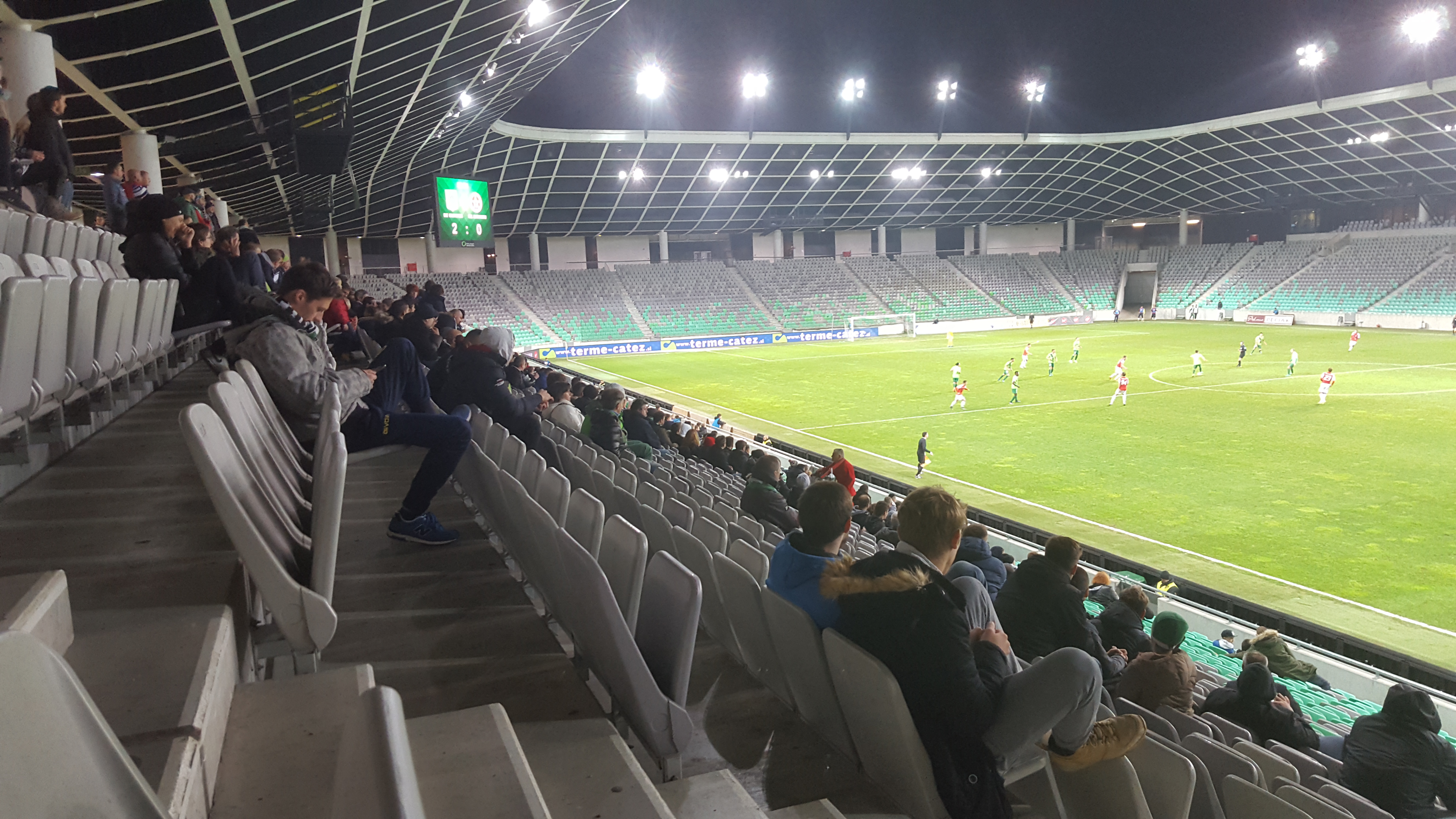
座席とピッチ

## アクセス
- 鉄道
  - スロベニア鉄道 ドボヴァ - リュブリャナ線リュブリャナ駅よりタクシーで6分